# Marine-Sternwarte Pola

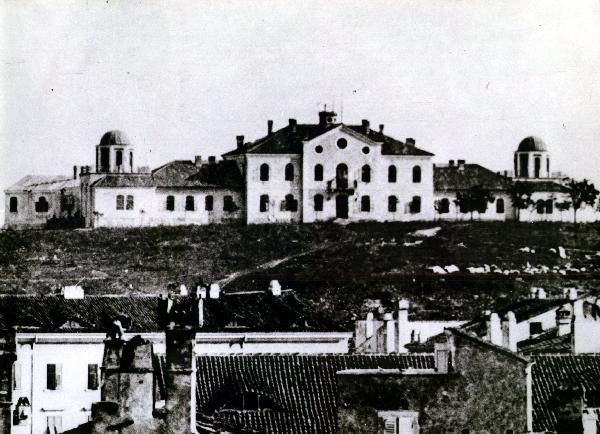
Marine-Sternwarte Pola, 1871

Die Marine-Sternwarte Pola wurde von Österreich-Ungarn im Jahr 1871 gegründet; bald wurde auch eine Wetterstation angeschlossen. Im Gegensatz zu anderen Marine-Observatorien hatte sie einen deutlichen Schwerpunkt in der Astronomie.
Die astronomischen Koordinaten der Sternwarte wurden um 1900 bestimmt zu
- 44° 51' 48,6" (Nord, ¹)
- 0h 55m 23,07s (östlich Greenwich; geografische Länge ca. 13°50').

Istrien und seine größte Stadt Pola (heute Pula) kamen nach dem Ende der Republik Venedig im Jahr 1797 zu Österreich-Ungarn, und hier entstand der Marinehafen der Monarchie. Neben den Schiffen der Österreich-Ungarischen Kriegsmarine waren später und bis 1918 auch Teile der deutschen Kriegsmarine hier stationiert. Nach dem Ende des Ersten Weltkriegs wurde die k.u.k. Kriegsflotte und die Sternwarte am 31. Oktober 1918 an das neu gegründete Jugoslawien übergeben.
Die Sternwarte war mit Meridianinstrumenten, einer Uhrenanlage, einigen Refraktoren und zugehörigem Hilfsgerät ausgestattet und hatte u. a. die Aufgabe, einen genauen Zeitdienst und die Wetterbeobachtungen zu führen. Organisatorisch war die Marinesternwarte mit dem Amt für Hydrografie verbunden.

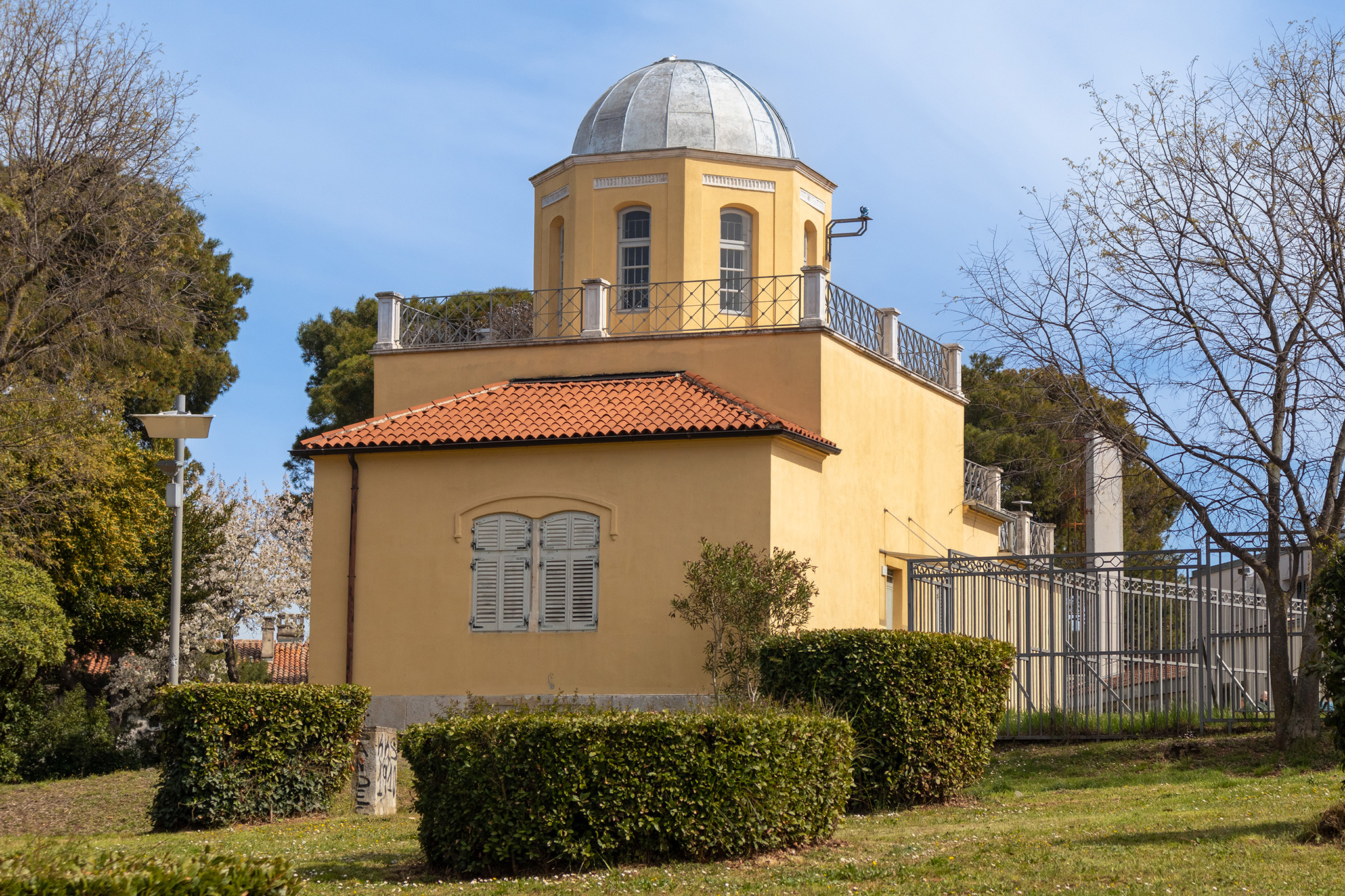
Heute verbleibender Teil der Sternwarte

Ihr bekanntester Wissenschaftler war der aus Mähren stammende Marineoffizier Johann Palisa (1848–1925), der hier von 1874 bis 1880 die ersten 29 seiner insgesamt 123 Asteroiden entdeckte. 1880 ging er als Observator an die Universitätssternwarte Wien, wo er seine Arbeiten fortführte, systematische Bahnbestimmungen im Sonnensystem organisierte und u. a. den Palisa-Wolf-Himmelsatlas herausgab.
Der Großteil des Sternwartengebäudes wurde im Zweiten Weltkrieg zerstört. Lediglich ein Kuppelbau existiert bis heute, er wird von Kroatien als Museum geführt.
Siehe auch:
- Zeitbestimmung
- Liste der Sternwarten-Codes

¹) Quelle: Heidelberger Astronomisches Jahrbuch
Koordinaten: 44° 51′ 56″ N, 13° 50′ 46,5″ O